# Dario Herrera
Dario Humberto Herrera (* 24. Februar 1985) ist ein argentinischer Fußballschiedsrichter.
Herrera leitet seit der Saison 2010/11 Spiele in der argentinischen Primera Nacional B und seit der Saison 2012/13 Spiele in der Primera División. Insgesamt war er bislang bereits bei mehr als 250 Spielen in der Primera División im Einsatz.
Seit 2015 steht Herrera auf der Liste der FIFA-Schiedsrichter. Seitdem leitet er Spiele in der Copa Sudamericana (25 Einsätze) sowie in der Copa Libertadores (37 Einsätze). Bei der U-20-Südamerikameisterschaft 2017 in Ecuador pfiff Herrera fünf Spiele, darunter drei Spiele in der Gruppenphase und zwei Spiele in der Finalrunde.
Herrera wurde für die Copa América 2024 berufen.

## Einsätze bei der Copa América 2024
| Phase         | Datum         | Spielort | Heimmannschaft | Gastmannschaft | Ergebnis       |
| ------------- | ------------- | -------- | -------------- | -------------- | -------------- |
| Gruppenphase  | 24. Juni 2024 | Houston  | Kolumbien      | Paraguay       | 2:1 (2:0)      |
| Viertelfinale | 6. Juli 2024  | Paradise | Uruguay        | Brasilien      | 0:0, 4:2 i. E. |